# Leptasthenura pallida
El tijeral colinegro sureño (Leptasthenura pallida), también denominado tijeral argentino (en Chile), es una especie —o la subespecie Leptasthenura aegithaloides pallida, dependiendo de la clasificación considerada—  de ave paseriforme de la familia Furnariidae perteneciente al género Leptasthenura. Es nativa del sur de América del Sur.

## Distribución y hábitat
Esta especie nidifica en el oeste y sur de la Argentina (La Rioja, sur de La Pampa y suroeste de Buenos Aires al sur hasta Santa Cruz) y sur de Chile (centro este de Aisén, noreste de Magallanes). Al llegar el invierno, las poblaciones australes migran al norte y centro de la Argentina (Catamarca, Tucumán, hasta el este de Buenos Aires).
Esta especie habita en las estepas arbustivas áridas patagónicas y matorrales y bosques del monte (por ejemplo Baccharis tola).

## Sistemática

### Descripción original
La especie L. pallida fue descrita originalmente por el ornitólogo ítalo – argentino Roberto Dabbene en el año 1920, bajo el nombre científico de subespecie: Leptasthenura aegithaloides pallida. La localidad tipo es: «Puesto Burro, 700 m, cerca de El Maitén, Chubut».

### Etimología
El nombre genérico femenino «Leptasthenura» se compone de las palabras del griego «leptos»: fino, «asthenēs»: débil, y «oura»: cola, significando «de cola fina y débil»; y el nombre de la especie «pallida», deriva del latín «pallidus»: pálido.

### Taxonomía
Autores anteriores ya sostenían que las variaciones de subespecies permitían suponer que el grupo de subespecies Leptasthenura aegithaloides se trataba de más de una especie. Las clasificaciones Aves del Mundo (HBW) y Birdlife International (BLI) consideran a las subespecies L. a. pallida y L. a. berlepschi, como especies separadas, con base en diferencias morfológicas, de plumaje y de vocalización. Sin embargo, esto no ha sido todavía reconocido por otras clasificaciones.
Las principales diferencias apuntadas por HBW para justificar la separación en relación con L. aegithaloides son: el vientre más pálido, color gris arena y no grisáceo; las estrías pálidas del manto superior; el panel alar posiblemente de color rufo más apagado; el pico más corto; la cola más larga; y las notas del canto presumido dadas a un ritmo más rápido, resultando en una relación mayor entre la duración de la nota y la duración de la pausa, y con el perfil de la nota muy diferente (bien arrastrada y no encrespada). Las diferencias apuntadas en relación con el tijeral colinegro serrano (Leptasthenura berlepschi) son que esta última tiene el vientre más oscuro, de color más beige; tiene estrías pálidas en el manto y dorso y no solamente en el manto superior; alas más largas; y el canto presumido con notas más cortas, con una relación mucho menor entre la duración de la nota y la duración de la pausa.
Los estudios genético-moleculares indican que el grupo L. aegithaloides (incluyendo la presente y L. berlepschi) está hermanado con Leptasthenura andicola. Es monotípica.